# Ramon Paje

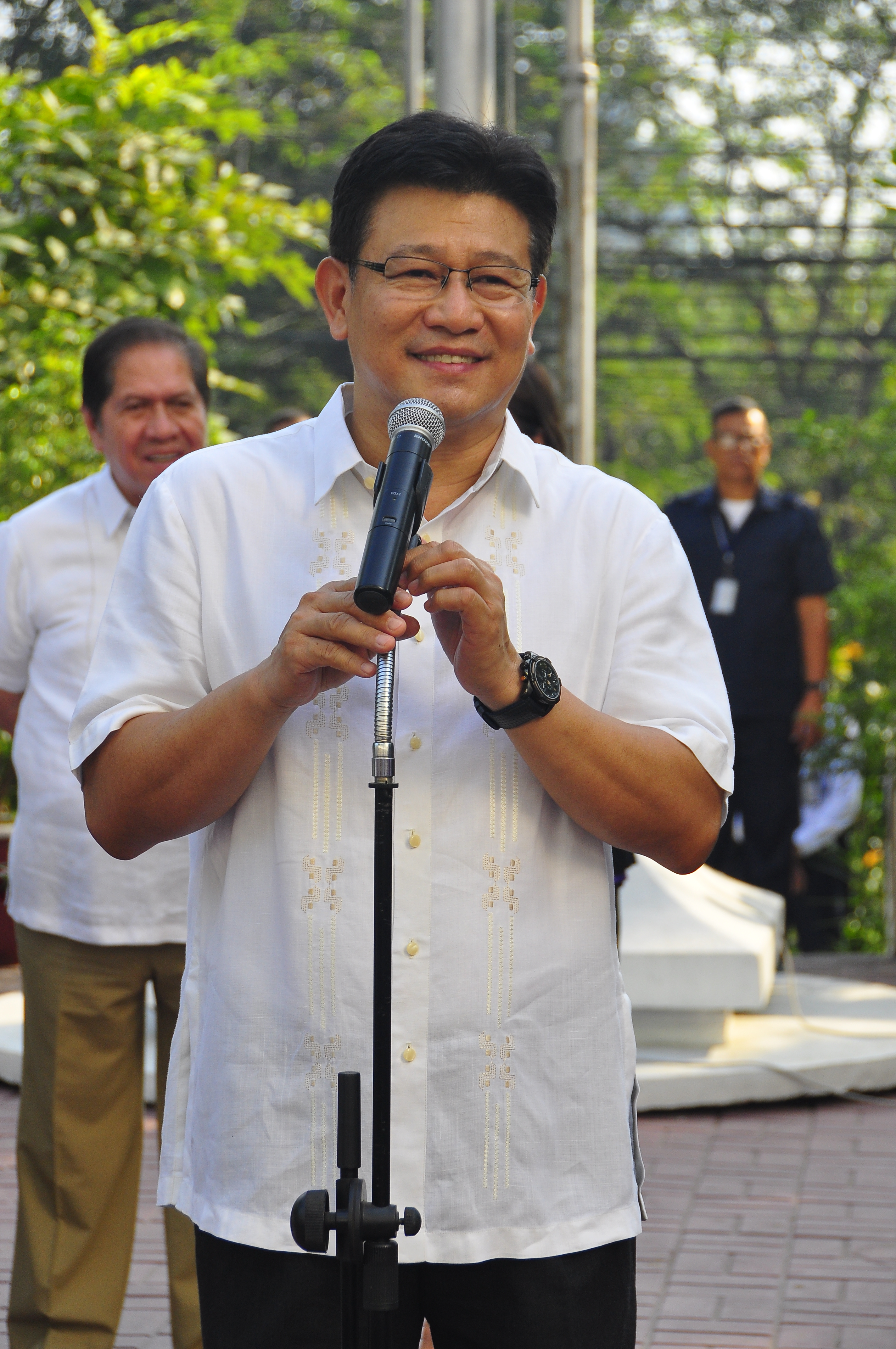
Ramon J. P. Paje, 2016

Ramón Jesús Palmiano Paje (geboren am 27. November 1960) ist ein philippinischer Politiker und seit 2010 Minister für Umwelt und natürliche Ressourcen im Kabinett Benigno Aquino III.

## Leben
Nach dem Schulbesuch studierte Ramon Paje mit einem Stipendium der Regierung Forstwirtschaft an der Universität der Philippinen in Los Baños und schloss dieses Studium 1982 mit einem Bachelor of Science (B.S. Forestry). Im Anschluss trat er in den Regierungsdienst und war zunächst als Mitarbeiter des Büros für Forstentwicklung (Bureau of Forest Development), dem heutigen Forest Management Bureau, für die Überwachung von Aufforstungsprojekten zuständig. Darüber hinaus absolvierte er ein postgraduales Studium in Stadtplanung und Regionalplanung an der University of the Philippines in Diliman und beendete dieses mit einem Master of Science (M.Sc.). Nach Gaststudienaufenthalten an der Harvard University sowie der Australian National University erwarb er schließlich einen Doktortitel im Fach Öffentliche Verwaltung an der University of the Philippines in Diliman.
Im Laufe seiner Tätigkeit im Bureau of Forest Development wurde er zunächst Leitender Förster sowie schließlich Direktor für Forstdienste. 
Im Anschluss wechselte er ins Ministerium für Umwelt und natürliche Ressourcen (Department of Environment and Natural Ressources (DENR)) und war dort zunächst Assistent des Ministers (Assistent Secretary), ehe er 1998 Unterstaatssekretär für lokale Projekte und Forstwirtschaftsforschung (DENR Undersecretary for Field Operations and for Forestry Research) wurde. Zugleich war er während dieser Zeit Exekutivdirektor des Rates für Mineralienentwicklung (Minerals Development Council) beim Präsidenten der Philippinen.
Im Laufe seiner langjährigen Tätigkeit im Regierungsdienst wurde er mehrfach ausgezeichnet und erhielt 1996 den Preis der Philippine als einer der „Zehn herausragendsten jungen Männer“ (Ten Outstanding Young Men) sowie 1999 den Dr. José Rizal Huwarang Filipino Award für den öffentlichen Dienst.
Am 29. Juni 2010 wurde er von Präsident Benigno Aquino III. zum Minister für Umwelt und natürliche Ressourcen (Secretary for Environment and Natural Ressources) in dessen Kabinett berufen.
Er ist verheiratet mit Joseliza Santos und hat mit ihr zwei Kinder.